# Angelica archangelica
Angelica archangelica, popularmente conhecida por angélica, é uma planta com propriedades medicinais pertencente à família das Apiaceae (Umbelíferas).

## Descrição

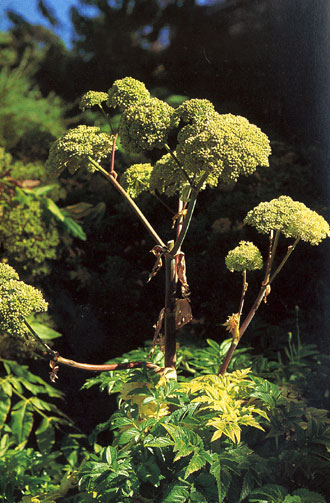
Angelica archangelica.

Planta herbácea que mede de 1 a 2 m de altura. Seu caule é grosso e canelado. Nas extremidades se encontram as flores dispostas numa inflorescência em forma de umbela. Muito parecida com a cicuta que pertence à mesma família, porém com uma diferença significativa - a angélica exala um aroma agradável entre picante e adocicado, enquanto a cicuta tem odor desagradável.

## Habitat
Originária do norte da Europa e Ásia,preferindo lugares frios e úmidos, perto de rios e pântanos. Hoje seu cultivo é muito expandido.

## História
Desde tempos remotos é utilizada na Gronelândia. Na Europa da Idade Média foi se expandindo na época da peste,devido  uma lenda, na qual o arcanjo Gabriel a teria mostrado a um sábio ermitão,para que este pudesse combater a peste. Monges e frades começaram a cultivá-la a fim de elaborar diversos tipos de remédios, todos em forma de licor. Ainda hoje se preparam licores, como o Bénédictine e Chartreuse, tendo esta planta como ingrediente.

## Propriedades e indicações
Seus princípios ativos são o felandreno de ação digestiva e carminativa (elimina os gases), e a angelicina de ação sedativa e equilibradora do sistema nervoso. Com menor intensidade, tem poder anti-inflamatório, diurético, depurativo, e no combate a enjoos. Também é usada em banhos.

### Partes utilizadas
Basicamente a raiz, podendo-se usar também folhas tenras e sementes.